# Cauvigny
Cauvigny település Franciaországban, Oise megyében. Lakosainak száma 1675 fő (2022. január 1.). Cauvigny Berthecourt, Lachapelle-Saint-Pierre, Mouchy-le-Châtel, Mouy, Noailles, Novillers, Sainte-Geneviève és Ully-Saint-Georges községekkel határos.

## Népesség
A település népességének változása:
| Lakosok száma | 1509 | 1610 | 1664 | 1662 | 1651 | 1640 | 1629 | 1630 | 1675 |
|               | 2013 | 2015 | 2016 | 2017 | 2018 | 2019 | 2020 | 2021 | 2022 |